# Ligne de Bordj Bou Arreridj à M'Sila
La ligne de Bordj Bou Arreridj à M'Sila est l'une des lignes du réseau ferroviaire algérien. Mise en service en 2010, elle relie la gare de Bordj Bou Arreridj (dans la wilaya de Bordj Bou Arreridj) à celle de M'Sila (dans la wilaya de M'Sila).
La ligne fait partie des lignes ferroviaires algériennes constituant la « rocade Hauts Plateaux », ensemble de lignes en service ou en construction reliant les grandes villes de la steppe algérienne, de Moulay Slissen, à l'ouest, à Tébessa, à l'est de l'Algérie.

## Histoire
Les travaux de cette ligne ont été entamés en 1988 et n'ont été réalisés entièrement que dans les années 2000 par Cosider, en même temps que la ligne d'Aïn Touta à M'Sila.
La ligne fait partie de la « rocade ferroviaire des Hauts Plateaux ». Cette rocade est constituée d'un ensemble de lignes d'une longueur totale de 1 160 km qui, lorsqu'elle sera achevée, reliera Moulay Slissen, à l'ouest, à Tébessa, à l'est de l'Algérie, en desservant les villes de Saïda, Tiaret, Tissemsilt, M'Sila, Barika, Batna, Aïn M'lila et Oum El Bouaghi,.

## La ligne

### Caractéristiques
Il s'agit d'une ligne à voie unique, non électrifiée.

### Tracé et profil
La ligne descend des Hauts Plateaux vers la plaine de la Hodna au travers des gorges escarpées de l'oued Ksob. Elle passe par deux tunnels de plus de 2 000 m.
À son extrémité nord, la ligne est raccordée à celle d'Alger à Skikda au niveau de la sortie est de la gare de Bordj Bou Arreridj. Au sud, elle est raccordée à la ligne d'Aïn Touta à M'Sila au nord de M'Sila.

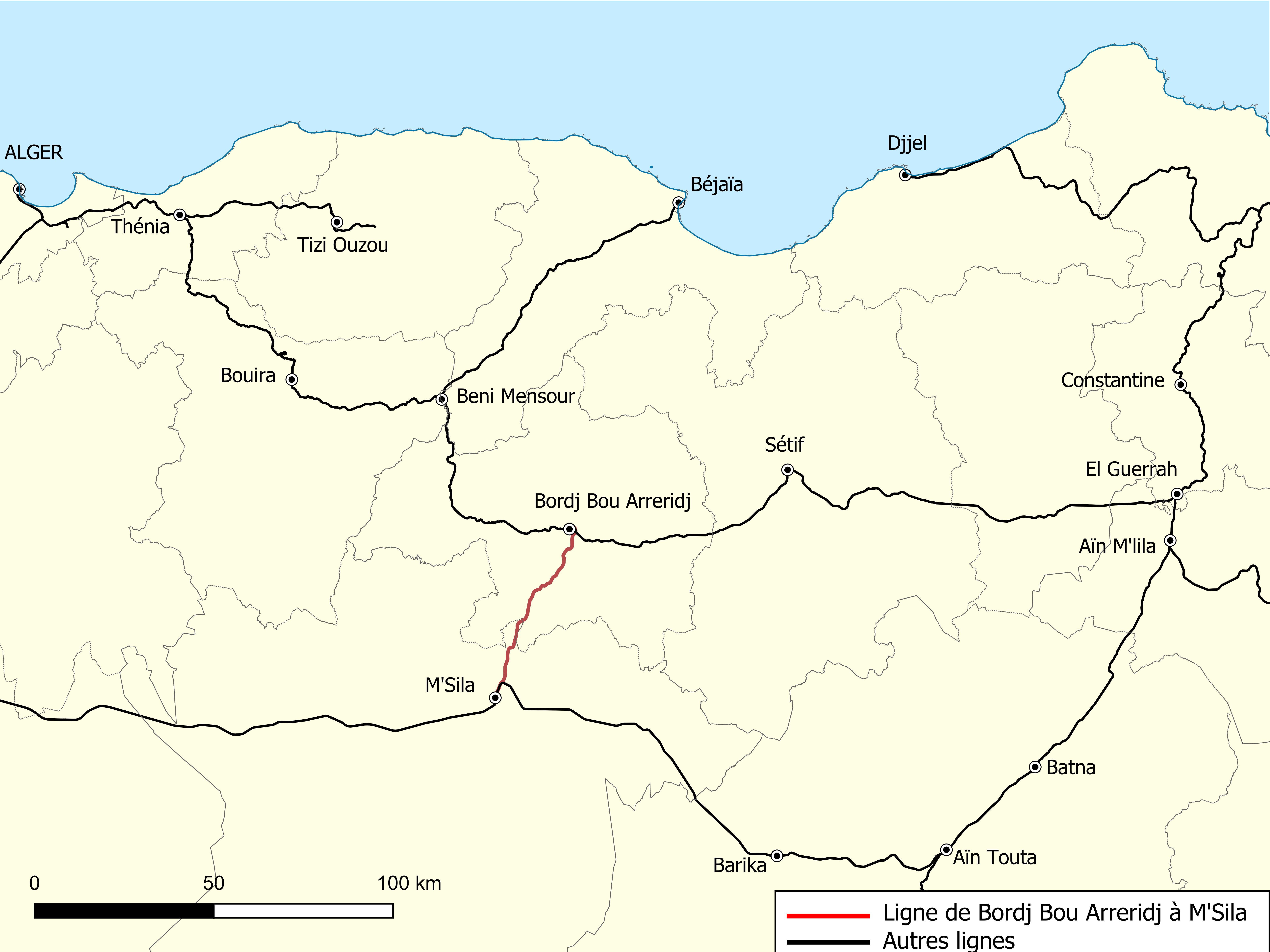
Localisation de la ligne Bordj Bou Arreridj à M'Sila dans le nord-est de l'Algérie.

### Vitesses limite
La vitesse moyenne sur l'ensemble de la ligne oscille entre 60  et   70 km/h[réf. nécessaire].

## Service ferroviaire
La ligne permet le trafic voyageurs et de marchandises. Elle est empruntée par les trains grandes lignes de la liaison Alger - M'Sila - Batna et par les trains régionaux de la liaison  Bordj Bou Arreridj - M'Sila - Tissemsilt.
Le trafic voyageur entre Alger et M'Sila est effectif depuis 2010, celui entre M'Sila  et Tissemsilt, depuis 2022.

## Gares de la ligne
| Gares              | (PK)    | Services                           |
| ------------------ | ------- | ---------------------------------- |
| Bordj Bou Arreridj | PK 0    | Grandes lignes et trains régionaux |
| Medjez             | PK 31,5 | Trains régionaux                   |
| M'Sila             | PK 52   | Grandes lignes et trains régionaux |